# Roland Assinger
Roland Assinger (Hermagor-Pressegger See, 9 maggio 1973) è un allenatore di sci alpino ed ex sciatore alpino austriaco.
È fratello di Armin, a sua volta sciatore alpino di alto livello

## Biografia

### Carriera sciistica
Specialista della velocità, Assinger ottenne il primo podio in Coppa Europa il 7 marzo 1995 a Saalbach-Hinterglemm, piazzandosi 2º in discesa libera, e il primo piazzamento di rilievo in Coppa del Mondo il 15 marzo successivo sulla Stelvio di Bormio, giungendo 21º nella medesima specialità. A fine stagione in Coppa Europa risultò 2º nella classifica della discesa libera.
Il 9 dicembre 1995 conquistò l'unico podio di carriera in Coppa del Mondo classificandosi al 2º posto nella discesa libera di Val-d'Isère, alle spalle del francese Luc Alphand per 4 centesimi di secondo e davanti al connazionale Hannes Trinkl. Il 4 e il 5 febbraio 1997 conquistò a La Thuile i suoi due unici successi di carriera in Coppa Europa, entrambi in discesa libera.
Si congedò della Coppa del Mondo nella stagione 2000-2001 (la sua ultima gara nel circuito fu la discesa libera di Garmisch-Partenkirchen del 27 gennaio, che chiuse al 33º posto); gareggiò ancora due anni in Coppa Europa, conquistando il suo ultimo podio nella discesa libera di Laax del 19 dicembre 2002 (2º) e disputando la sua ultima gara l'11 marzo 2003 a Piancavallo, piazzandosi 5º nella medesima specialità. Negli anni seguenti, fino al gennaio del 2005, partecipò sporadicamente a gare FIS e locali; in carriera non prese parte né a rassegne olimpiche né iridate.

### Carriera da allenatore
Dopo il ritiro è divenuto allenatore nei quadri della Federazione sciistica dell'Austria, responsabile delle velociste dalla stagione 2012-2013 alla stagione 2019-2020; dalla stagione 2023-2024 è responsabile del settore femminile della nazionale austriaca.

## Palmarès

### Coppa del Mondo
- Miglior piazzamento in classifica generale: 44º nel 1996
- 1 podio (in discesa libera):
  - 1 secondo posto

### Coppa Europa
- 10 podi (dati dal 1995)[5]:
  - 2 vittorie
  - 5 secondi posti
  - 3 terzi posti

#### Coppa Europa - vittorie
| Data            | Località  | Paese  | Specialità |
| --------------- | --------- | ------ | ---------- |
| 4 febbraio 1997 | La Thuile | Italia | DH         |
| 5 febbraio 1997 | La Thuile | Italia | DH         |

Legenda:

DH = discesa libera

### Campionati austriaci
- 3 medaglie[6]:
  - 3 bronzi (combinata nel 1994; discesa libera, combinata nel 1995)